# 鍾健龍屬
鍾健龍屬是屬於馳龍科的小盜龍類恐龍，化石發現於中國遼寧西部的凌源市四合當地區，生存於白堊紀早期，是已知最小的小盜龍類恐龍，也是最小型的恐龍之一。

## 發現歷史
鍾健龍的正模標本（編號 IVPP V 22775）發現於遼寧省朝陽市凌源市四合當鎮的湖相岩層（Lake deposits），最初是在2009年被記載。和大多數在亞洲發現的小盜龍類恐龍（小盜龍除外）一樣，鍾健龍的化石出土自熱河群的義縣組，年代相當於白堊紀早期的阿普第階。
鍾健龍屬的模式種是楊氏鍾健龍（Z. yangi），學名的完整意思是「楊鍾健先生的蜥蜴」，係紀念已故中國古生物學家楊鍾健，他在早期學界的貢獻使他被後世視為中國古生物學的奠基者。而鍾健龍被正式發表的這一年也正逢楊鍾健的120歲冥誕。